# Хто боїться Зайчиків
«Хто боїться Зайчиків» – повість-гра українського письменника Івана Андрусяка, опублікована в 2010 році видавництвом «Грані-Т» (Київ) у видавничій серії «Золотий лелека».
Книжку проілюструвала художниця Уляна Мельникова.
Повна авторська назва твору витримана в барокових традиціях: «Хто боїться Зайчиків. Химерна, кумедна, а часом і трішечки сумовита повість-гра в казках, оповідках, новелках, жартах, смішках, анекдотах, віршиках, пісеньках, вигадках, а іноді й достовірних історіях, які можна і треба не лише розігрувати, але й просто гратися в них усією родиною (інструкції додаються) – про ймовірні та неймовірні, веселі й ніжно печальні, дивні й просто житейські пригоди тата-Дибайла і Мами-Дибайли, Бабусі й Дідуся Дибайлів, Братика-Дибайлика і Сестрички-Дибайлочки, а головне – про Найменше Дибайленя, яке всіх їх уміє «завести».
Повість удостоєна першої премії конкурсу на найкращий твір для дітей «Золотий лелека 2008» і номінувалася на «Книжку року BBC» (2010 р.)

## Про книжку
Структурно текст складається з дванадцяти різножанрових казкових історій, адресованих кожна іншому членові сім’ї, і трьох «інструкцій», у яких описані різноманітні ігри-забавляння з дитиною. У висліді гра, в якій бере участь уся сім’я, – гра, творення якої починається з книжки, але продовжується і розвивається безпосередньо в родині читача, – і є головним сюжетом повісті. Ця гра покликана відтворити життя кожної читацької родини «на пальцях» – на прикладі родини Дибайлів. Щоб зобразити Дибайла, треба «зігнути на руці всі пальці, крім середнього і вказівного, а тоді стати цими пальцями, скажімо, на стіл чи собі на коліна – і почати ними дибати». Таким чином кожен член сім’ї творить свого персонажа у грі: тато – Тата-Дибайла, мама – Маму-Дибайлу, старший братик – Братика-Дибайлика, старша сестричка — Сестричку-Дибайлочку, а найменше дитя – Найменше Дибайленя. За задумом, у такий спосіб родина може почати з того, що розігруватиме сцени з книжки, – але має прийти до того, щоб у такий спосіб розіграти власне життя і немовби «подивитися на себе збоку».
В інтерв’ю автор наголошував, що описане в повісті «органічно виплило з ігор, забавок, бавлення з моїми малявками, – тобто, спершу народжувалася чи то в мене, чи в Стефи (наймолодша дочка письменника) в процесі гри якась ідейка, ми її невимушено «обігрували» – і вона в результаті або відпадала сама собою, або залишалася, і ми бавилися так іще довго чи й досі бавимося, – ось такі ідейки я відтак і прописував у книжці».

## Відгуки критики
Наталя Марченко:
|  | Цю книжку можна використати як чітко прописаний алгоритм «проведення часу з родиною». Над її текстом можна медитувати для налаштування на добрий «родинний» лад. Її можна тримати під рукою як зразок гармонійного життя в межах трьох поколінь, аби замість дратуватися батькові, котрий днями «вирячується в телик», і матері, що тихцем «загодовує дітей ласощами», радіти, що у твоєї малечі є дідусь і бабуся. Зрештою, «Хто боїться Зайчиків?» завжди можна просто почитати дітям як хорошу, насмішкувату та ліричну книжку з безліччю підтекстів. Для вдумливого читача за дивакуватою історією про Дибайлів і Зайчиків відкриється притчова прозорість т. з. «буденних» істин: про всепрощаючу любов одне до одного; про красу великого дивовижного світу, в якому можна «дибати» куди заманеться; про сміх і радість як Божий дар; про те, що для щастя вистачає самого лишень щастя… |

Віра Агеєва:
|  | Така собі добра й лагідна казка, і найприємніше її слухати, притиснувшися в кріслі до мами. Бо на сторінках цієї книжки врешті з'явиться-таки й Вовк, а його можна й злякатися, коли ти в хаті сам-один. |

Марія Семенченко:
|  | Книжка чудернацька, весела і затишна, а також дуже практична, якщо мова йде про те, чим і як зайняти малечу. Варто також відзначити цікаві, осінньо-сонячні ілюстрації Уляни Мельникової. |